# 4628 Лаплас
4628 Лаплас (енгл. 4628 Laplace) је астероид главног астероидног појаса са средњом удаљеношћу од Сунца која износи 2,644 астрономских јединица (АЈ).
Апсолутна магнитуда астероида је 11,0. Астероид је назван по француском математичару Пјер Симон Лапласу.